# Jan Mehlum
Jan Mehlum (* 1. Januar 1945 in Tønsberg, Provinz Vestfold) ist ein norwegischer Schriftsteller, ausgebildeter Diplom-Ökonom und Professor für Soziologie an der staatlichen Universität Südost-Norwegen (Universitetet i Sørøst-Norge) (USN). Bekanntheit erlangte er über seine Kriminalromane mit dem Protagonisten Rechtsanwalt Svend Foyn, die in verschiedenen Sprachen erschienen.
Mehlum lebte und arbeitete bisher u. a. in Hamburg, Tansania/Ostafrika, Bergen und Oslo; derzeit (2020) lebt er in seiner Geburtsstadt Tønsberg.

## Auszeichnungen
- 1998 Riverton-Preis für Kalde hender
- 2003 Vestfolds Litteraturpris

## Kriminalromane

### Svend Foyn-Serie
- 1996 Gylne tider (dt. Schöner Schein trügt. Ullstein, Berlin 1997, ISBN 978-3-548-24135-7)
- 1998 Kalde hender (dt. Sind so kalte Hände. Ullstein, München 2000, ISBN 978-3-548-24992-6)
- 1999 Det annet kinn (dt. Die andere Wange. Ullstein, München 2002, ISBN 978-3-548-25538-5)
- 2000 En rettferdig dom
- 2002 En nødvendig død
- 2003 Den siste dansen
- 2005 Din eneste venn (dt. In ewiger Stille. Ullstein, Berlin 2007, ISBN 978-3-548-26497-4)
- 2007 For Guds skyld
- 2008 Det ingen vet
- 2009 Madrugada
- 2010 Bake kake søte
- 2011 Straffen
- 2012 En god sak
- 2014 Ren samvittighet (dt. Kalte Wahrheit. Grafit, Dortmund 2017, ISBN 978-3-89425-673-9)
- 2015 Et hardt slag
- 2016 To komma åtte sekunder
- 2018 Hvit engel, svart natt
- 2019 Fornemmelse av skyld
- 2020 Lang tids reise
- 2022 Ut av tiden
- 2023 Etterpå er vi alle kloke
- 2025 Inn i mørket

### Einzelne Kriminalromane
- 2013 Lengsel etter penger[2]

### Sonstige Veröffentlichungen, Sachbücher
- 1972 Case og oppgaver i markedsføring – markedsføring
- 1972 Menn, myter og markedsføring : en studie i markedsføreres ideologi og praksis i Norge : arbeidsnotat – markedsføring
- 1990 Med Norad til Øst-Afrika : en undersøkelse av Norad-familiers opplevelser av ekspertlivet i Zambia og Tanzania – markedsføring
- 1997 Privat eller offentlig kinodrift? : kultur, kvalitet og marked
- 1997 Tønsberg kino A/S : en brukerundersøkelse
- 2003 Medlems- og tillitsvalgtrollen – AOF
- 2003 Møtet er satt – AOF